# باشگاه ورزشی گوسیه
باشگاه ورزشی گوسیه یک باشگاه فوتبال حرفه‌ای از گوادلوپ است که در شهر لو گوسیه واقع شده است.
آنها در مسابقات قهرمانی ملی گوادلوپ بازی می کنند. در سال ۲۰۲۰، این تیم اولین قهرمانی خود در لیگ را به دست آورد. آنها دومین قهرمانی خود را در سال ۲۰۲۱ بردند.